# Rocroi (fromage)
Rocroi est une appellation désignant un fromage français au lait de vache originaire du plateau de Rocroi dans le département des Ardennes en France. L'appellation « Rocroi » n'est pas protégée.

## Présentation
C'est un fromage de lait de vache écrémé, à pâte molle et à croûte lavée. Il est de forme généralement carrée, d'environ 12 cm de côté et 2,5 cm d'épaisseur, pour un poids de 180 à 200 grammes. La croûte est brune, lavée, avec des taches de ferment du rouge et de moisissures bleuâtres.
Obtenu à partir de lait caillé pressuré, il contient moins de 10 % de matières grasses car il est transformé à partir de lait écrémé.

## Historique
Son existence est attestée au XVIIIe siècle : elle justifie des dotations supplémentaires de sel, à une époque où le commerce de ce sel est très contrôlé. Au XXe siècle, dans l'entre-deux-guerres, on trouvait assez souvent ces fromages séchant au-dessus des cuisinières dans les fermes du plateau de Rocroi. C'est alors une source de revenus supplémentaires. Les rocroi n'étaient pas pour autant affinés jusqu'à leur terme à la ferme. Des commerçants venant de Charleville-Mézières les achetaient et les affinaient dans des caves pour les revendre en ville. Puis progressivement, dans les années 1950, les paysans ont préféré écouler la totalité de leur lait auprès de la coopérative. Le nombre de producteurs fermiers de rocroi est désormais très restreint.

## Sources
- Catherine Poncelet, « Rocroi et son fromage », Terres ardennaises, no 12,‎ octobre 1985, p. 9-10 (ISSN 0758-3028).
- Conseil national des arts culinaires, Champagne Ardenne : produits du terroir et recettes traditionnelles, Paris, Albin Michel/CNAC, coll. « L’inventaire du patrimoine culinaire de la France », 2000, 255 p. (ISBN 2-226-11516-1), p. 138-140.
- Jean Froc, Balade au pays des fromages : les traditions fromagères en France, Éditions Quæ, 2007, 239 p. (lire en ligne).